# Ravesa Lleshi
Ravesa Lleshi (1 de junio de 1976) es una diplomática albanesa, se convirtió en la Representante Permanente de Albania ante la Oficina de Naciones Unidas en Ginebra en 2018.

## Biografía
Lleshi nació en 1976 y se graduó en los Países Bajos en la Universidad de Tilburg con una maestría en derecho público internacional y europeo. Habla inglés y holandés con fluidez.
De 2010 hasta 2014 estuvo en Tirana donde fue profesora en la Universidad de Nueva York en Tirana.
Trabajó en Austria desde marzo de 2016 cuando dirigió la misión de su país ante la Organización para Seguridad y Cooperación en Europa hasta enero de 2018 cuando se convirtió en asesora del Ministro de Relaciones Exteriores.
Se convirtió en la Representante Permanente de Albania ante la Oficina de las Naciones Unidas en Ginebra en 2018. Lleshi también es responsable de la representación de su país ante la Organización de Propiedad Intelectual Mundial, por ejemplo, en 2019 fue una de las primeras en firmar un acuerdo internacional para dar protección a productos regionales como el té Darjeeling.